# 竹浦正起
竹浦 正起（たけうら まさき、1995年2月19日 - ）は、日本の柔術家、グラップラー。愛知県岩倉市出身。

## 来歴
大成高校、中京大学卒業。大学時代から、総合格闘技と並行してブラジリアン柔術を始める。25歳で黒帯を取得。
岩﨑正寛とともにブラジリアン柔術道場「カルペディエム三田」のインストラクターを務め、2020年から2025年まで運営会社CARPE DIEM MITA代表取締役を務めた。社会人だけではなく、キッズ層への柔術の普及に努め、国内最大級の会員数となっている。
2021年、合同会社BJJ LABを設立し、柔術・グラップリングの教則動画の制作を開始。

### 指導者として
キッズ部門の指導では3年連続でJBJJF全日本選手権団体優勝、世界選手権で世界チャンピオンを輩出。
2023年10月7日に開催された「ONE Fight Night15」の青木真也vsマイキームスメシ戦でセコンド帯同。同年12月31日に開催された「RIZIN.45」の皇治vs三浦孝太戦で皇治の寝技コーチとして指導およびセコンド帯同。
2024年7月28日に開催された「超RIZIN.3」の皇治vs芦澤竜誠戦で皇治の寝技コーチとして指導およびセコンド帯同。
「超RIZIN.3」での平本蓮戦での敗戦をもって引退を表明し、ブラジリアン柔術に本気で取り組んでいくとした朝倉未来の指導を開始する。朝倉はその後格闘家として復帰し、2025年5月4日に開催された「RIZIN男祭り」で鈴木千裕と対戦して勝利した試合でセコンドを務めた。

## 表彰・戦績

### 柔術・グラップリング

#### 2016年
- グラップリングツアー グラウンドマスター - 階級無差別級優勝
- 柔術新聞杯 - 青フェザー級優勝
- 愛知オープン - 青フェザー級優勝
- DUMAUJIUJITSUCHAMPIONSHIP - 青フェザー級優勝
- WFAT グラップリングトーナメント - 75キロ以下 準優勝

#### 2017年
- COPALasconchas - 紫帯フェザー級優勝
- DUMAUKANSAI - 紫帯フェザー級 優勝
- JBJJF東京オープン - 紫帯フェザー級 無差別級 優勝
- JBJJF全日本ブラジリアン柔術世界選手権 - 紫帯ライト級 準優勝
- SJJIF 世界柔術選手権 - 紫帯フェザー級 準優勝

#### 2018年
- JBJJF全日本ブラジリアン柔術選手権 - 紫帯ライト級2位（2018）
- JBJJF FULLFORCCUP01 - 紫帯ライトフェザー級優勝
- JBJJF 関西国際選手権 - 紫帯フェザー級
- JBJJF 関西柔術オープン - 紫帯ライト級優勝

#### 2019年
- JBJJF FULLFORCCUP02 - 茶帯フェザー級優勝

#### 2020年
- JBJJF全日本ブラジリアン柔術選手権 - 茶帯フェザー級準優勝
- QUINTETFIGHTNIGHT5in東京 - チームCarpeDiem準優勝（団体）

#### 2021年
- JBJJF全日本ブラジリアン柔術選手権 - 黒帯ライトフェザー級3位

#### 2022年
- JBJJF第10回全日本ノーギ柔術選手権 - 黒帯優勝 (ワンマッチ)

#### 2023年
- JBJJF第8回全日本ノーギ柔術オープントーナメント - 優勝

### アマチュア総合格闘技
| 勝敗 | 対戦相手  | 試合結果              | 大会名                                              | 開催日         |
| ---- | --------- | --------------------- | --------------------------------------------------- | -------------- |
| ○    | 悠斗      | 2R終了判定3-0         | アマチュアDEEP20(公会堂MACS)                        | 2014年3月2日   |
| ○    | 大嶽尚孝  | 2R終了判定2-0         | JML                                                 | 2014年9月29日  |
| ○    | 塚原大介  | 2R終了判定3-0         | アマチュアDEEP23(公会堂MACS)                        | 2014年10月5日  |
| ○    | 菊池優介  | 2R終了判定3-0         | 第11回JMLリングで吠えろ！(駿河道場)                 | 2014年11月23日 |
| ○    | 樋口善行  | 2R終了判定2-0         | アマチュアDEEP24(公会堂MACS)                        | 2014年12月7日  |
| ○    | 中川展彰  | 2R終了判定3-0         | 第7回東海アマチュア修斗選手権大会(公武堂MACS)1回戦  | 2018年7月1 日  |
| ○    | 木村大介  | SUB(ヒールフック)     | 第7回東海アマチュア修斗選手権大会(公武堂MACS)準決勝 | 2018年7月1 日  |
| ○    | 宮澤和郎  | SUB(ギロチンチョーク) | 第7回東海アマチュア修斗選手権大会(公武堂MACS)決勝   | 2018年7月1 日  |
| ○    | 滝田J太郎 | 1R45秒 ヒールフック   | EMAR20周年記念 Presents One Round                   | 2019年11月8日  |

### 「グラップリング（プロ）」
| △ | 石橋佳大                           | ドロー                 | FINISH05                                  | 2020年9月13日 |
| △ | 江木伸成                           | ドロー                 | FINISH10                                  | 2022年3月5日  |
| ○ | 椿飛鳥                             | 1R3分03秒 ヒールフック | HEAT50 PROGRESS                           | 2022年5月8日  |
| ○ | 関原翔                             | 1R2分10秒 ヒールフック | NEXUS28 PROGRESS                          | 2022年8月7日  |
| - | 青木真也×竹浦正起vs皇治×住村竜市朗 | -                      | DEEP×NARIAGARI対抗戦 エキシビジョンマッチ | 2023年7月23日 |
| - | 今成正和                           | -                      | 情熱柔術ファイト エキジビジョンマッチ     | 2024年4月5日  |
| - | イゴールタナベ                     | -                      | NARIAGARI vol.4 エキジビジョンマッチ      | 2024年4月21日 |
| - | 住村竜市朗                         | -                      | HEAT53 EVOLUTION エキシビジョンマッチ     | 2024年4月28日 |

- 第7回東海アマチュア修斗選手権大会 - フェザー級優勝

## 著書
- 『動画（QRコード）でよくわかる格闘技！ ブラジリアン柔術 動画サイトでは公開されない本当に必要な技術』（2025年3月31日、ベースボール・マガジン社、ISBN 4583117485）

## 解説
2022年より、ONE Championshipを中心に国内外の総合格闘技、グラップリングの試合解説を務める。

### 2022年

#### ONE Championship
ONE FIGHT NIGHT4、ONE163、ONE FIGHT NIGHT5、ONE164

### 2023年

#### ONE Championship
ONE FIGHT NIGHT6、ONE FIGHT NIGHT7、ONE FIGHT NIGHT10、ONE FIGHT NIGHT11、ONE FIGHT NIGHT12、ONE FIGHT NIGHT13、ONE FIGHT NIGHT16

#### そのほか
UNRIVALED2、FINISH 11、DEEPxNARIAGARI

## 講演歴

### 2023年
- 9月10日 護身術セミナー（愛知県警南署、新瑞橋イオン共同主催）

## 関連人物
- 岩崎正寛 - 柔術家
- 青木真也 - 柔術家、総合格闘技選手
- 皇治 - キックボクサー。総合格闘技へ転向後、柔術・グラップリングのトレーナーを竹浦が務める。
- 朝倉未来 - 総合格闘技選手。柔術のコーチを竹浦が務める。